# Jean-Baptiste Pater

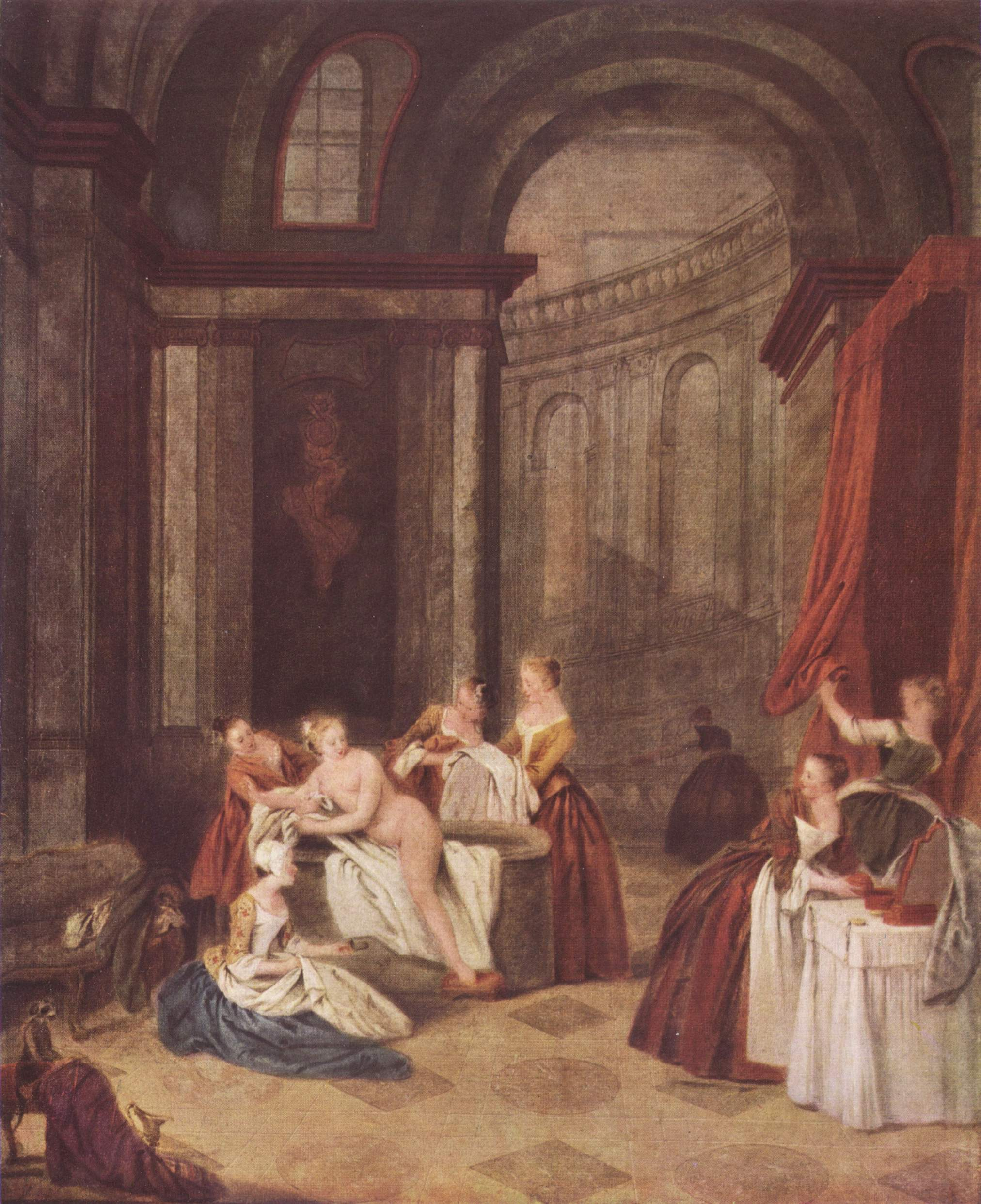
Het bad, ca. 1730, Londen, Wallace Collection

Jean-Baptiste Joseph Pater (Valencijn, 29 december 1695 – Parijs, 25 juli 1736) was een Frans kunstschilder uit de periode van de rococo.
Pater was de zoon van een beeldhouwer en werd door zijn vader ook opgeleid voor het vak. Pater werd echter, zij het voor korte tijd, een leerling van Jean Antoine Watteau in Parijs (1713). Watteau, oorspronkelijk een stadgenoot van Pater, stuurde hem echter weg, om onduidelijke redenen, waarna hij op eigen benen moest staan. Uiteindelijk keerde hij terug naar Valencijn, maar in 1718 trok hij opnieuw naar Parijs, waar hij werkte voor enkele klanten van Watteau. In 1721 verzoende hij zich met de schilder, kort voor diens dood.
In 1728 werd hij lid van de Académie royale.
Tot zijn belangrijkste klanten behoorde Frederik de Grote, voor wie hij twee portretten vervaardigde in 'Turkse stijl': LeSultan au Harem en Le Sultan au Jardin.
Pater zou in zijn stijl en onderwerpen een navolger blijven van Watteau. Hij schilderde, evenals zijn leermeester, landelijke feesten en arcadische taferelen. Hij toonde echter in zijn weergave van de landschappen een groter realisme dan Watteau, die de omgeving nog weleens wilde romantiseren. Pater vervaardigde ook illustraties bij de fabels van Jean de La Fontaine.
Werk van Pater hangt onder meer in het Louvre in Parijs, in de Wallace Collection in Londen en de Frick Collection in New York.